# Meta Theater
Das Meta Theater ist ein experimenteller, grenzüberschreitender Forschungs- und Aufführungsraum für performative Formate in Moosach nahe München. Es widmet sich der Erforschung und Erweiterung neuer Formen zeitgenössischer Theaterpraxis, in methodischer, dramaturgischer und ästhetischer Hinsicht. Das Meta Theater pflegt auch die Begegnung mit außereuropäischen Theatertraditionen und legt den Fokus auf Kulturvermittlung und Theateranthropologie.

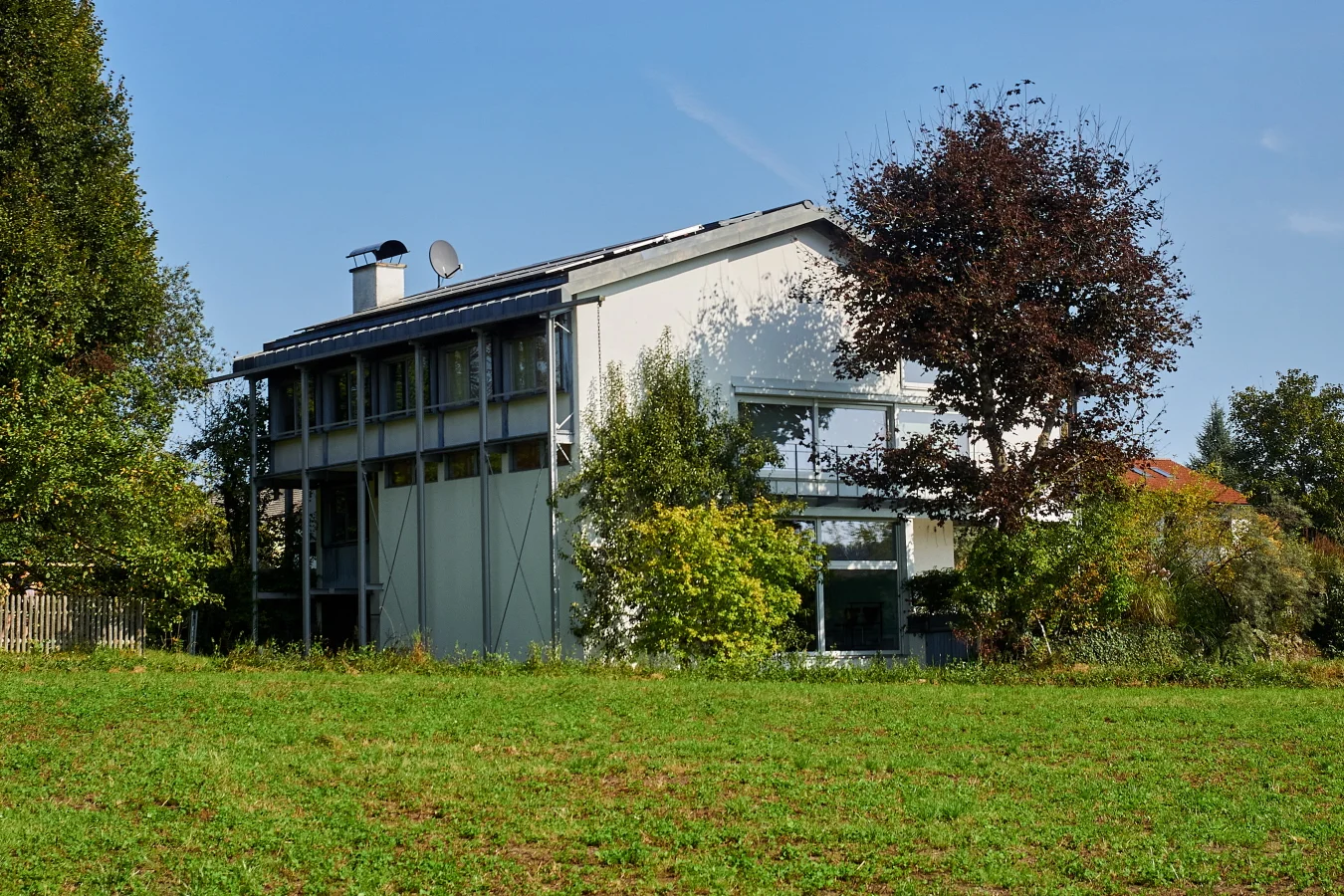
Theaterbau und Umgebung

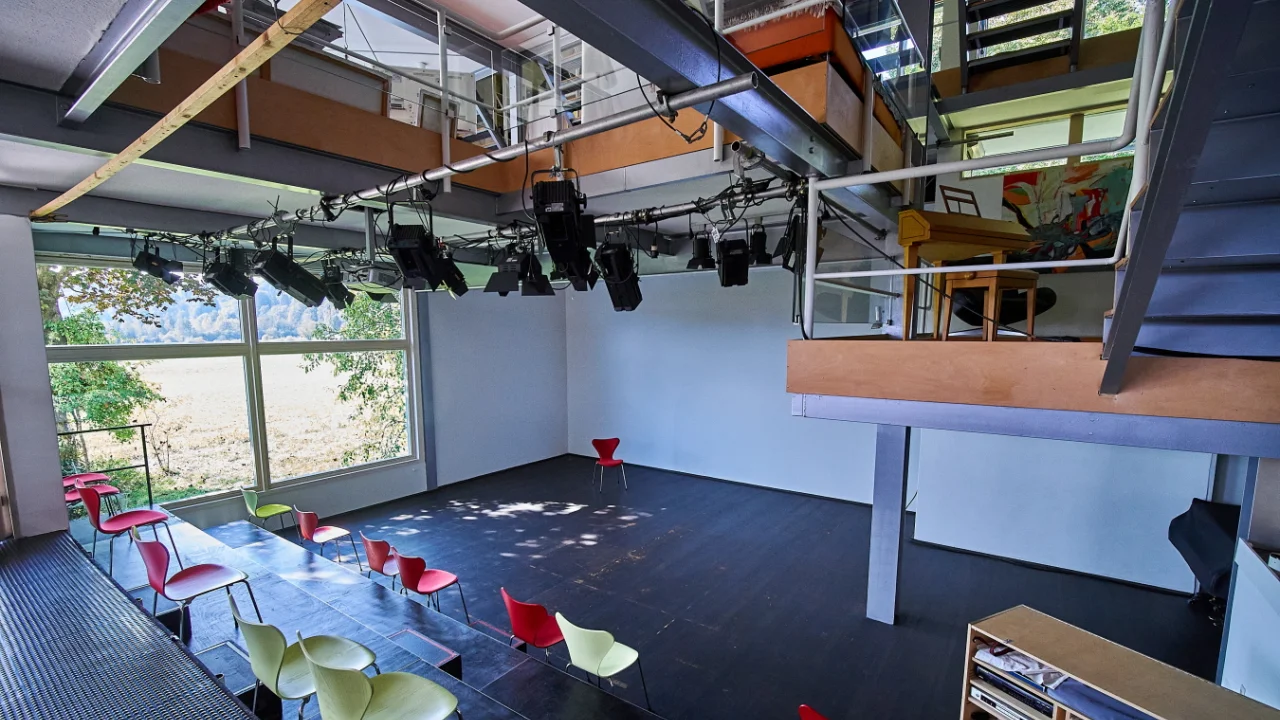
Bühne und Zuschauerraum

## Profil / Geschichte
Das Meta Theater wurde 1980 vom Architekten und Städteplaner Axel Tangerding gegründet. Wesentliche Impulse für die Konzeption und ästhetische Ausrichtung erhielt Axel Tangerding bei den großen Theateravantgardisten Ellen Stewart und ihrem La Mama Theater in New York und Jerzy Grotowski mit seinem Teaterlaboratorium in Wrozlaw, Polen. Weiteres Vorbild war das Bauhaus mit seiner Verschmelzung von Architektur, Handwerk sowie anderen künstlerischen Gattungen. Auch in dem von Axel Tangerding geschaffenen Theaterbau finden sich konzeptuell wie ästhetisch viele Bezüge zur Bauhaus Architektur.

### Struktur und Netzwerkaktivitäten
Meta Theater e.V. arbeitet ausschließlich gemeinnützig und wird gefördert durch das Bayerische Staatsministerium für Wissenschaft und Kunst, den Bezirk Oberbayern, den Landkreis Ebersberg, die Gemeinde Moosach sowie durch Spenden. Es ist Mitglied im VFDKB (Verband Freie Darstellende Künste Bayern), BFDK (Bundesverband Freie Darstellende Künste), EAIPA (European Association of Independent Performing Arts), ITI (International Theatre Institute) und IETM (International network for contemporary performing arts).

### Produktionen (Auswahl)
- 1978 Flechtungen- der Fall Partzifall / Twists & Turns – the Partzifall Case
- 1980 Einfach Leben / Just Living, (Regie: Jacques Chwat)
- 1982 Grid-Szenen eines Hauses (Regie: Ann Bogart)
- 1984„Über den Berg kommen“ / Komatshi (Regie: Yoshi Oida)
- 1985 Drei Frauen in Gelb / Three Women in Yellow
- 1989 Kantan-Trilogie (Regie Yoshi Oida)
- 2005 Strange Stories
- interkulturellen Projekte: 1992 „Gilgamesch“, 1999 „Babylon“ und 2016 „Enuma Elisch“ (Regie: Axel Tangerding)
- 2012 Musicophila, basierend auf Oliver Sacks’ Bestseller über Gehirn und Musik (Regie: Axel Tangerding. Ausgezeichnet mit dem Award Music Theatre Now)
- 2018 Rockaby von Samuel Beckett (Regie: Axel Tangerding mit Akira Matsui, Marion Niederländer und John Oglevee)

### Veröffentlichungen (Auswahl)
- Das Meta Theater, 1995, Forum Modernes Theater, Band 9 / Heft 1
- Take a Risk, 2011, ISBN 978-3-00-034948-5
- Res Publica Europa – Networking the Performing Arts in a future Europe, 2019, Theater der Zeit, Recherchen Band 147, ISBN 978-3-95749-201-2
- 40 Jahre Meta Theater – Retrospektive und Vision, 2020/2021, Theater der Zeit, ISBN 978-3-95749-331-6
- Das Meta Theater – ein experimentelles, grenzüberschreitendes Theaterlabor, in: Die Lust am anderen Theater – Freie darstellende Künste in München, 2022, Henschel Verlag, Birgit Pargner (Hg.), ISBN 978-3-89487-837-5